# فيغا دي سانتا ماريا
بلدية فيغا دي سانتا ماريا (بالإسبانية: Vega de Santa María) هي بلدية تقع في مقاطعة آبلة التابعة لمنطقة قشتالة وليون وسط إسبانيا.

## الديموغرافيا
بلغ عدد سكان بلدية فيغا دي سانتا ماريا 102 نسمة عام 2011 (وفقاً للمعهد الوطني للإحصاء الإسباني).
| 145 | 141 | 142 | 128 | 119 | 106 | 102 |